# Saison 2008 de Super 14
Navigation
Super 14 2007 Super 14 2009
La saison 2008 de super 14 est la troisième saison du Super 14, une compétition de rugby à XV qui est disputée par quatorze franchises d'Australie, d'Afrique du Sud et de Nouvelle-Zélande. De 1996 à 2005 inclus, la compétition est disputée par douze franchises et s'appelle donc Super 12.
La compétition débute le 15 février 2008 et se termine par une finale le 31 mai 2008. Le Super 14 se déroule sous forme de championnat où chaque équipe rencontre l'ensemble des treize autres. Les quatre meilleures équipes du championnat se rencontrent en demi-finales, la première au classement rencontrant la quatrième et la deuxième étant opposée à la troisième. La finale se déroule ensuite sur le terrain de l'équipe la mieux classée lors de la phase de championnat. De nouvelles règles sont expérimentées à l'occasion de cette saison du Super 14, elles ont pour but de dynamiser le jeu.
Le Français Frédéric Michalak participe à la saison 2008 du Super 14, avant lui  Christian Califano avait participé au Super 12. La finale est remportée par les Crusaders aux dépens des Waratahs.

## Franchises du Super 14
La compétition oppose les quatorze franchises issues des trois grandes nations du rugby à XV de l'hémisphère sud :
| Franchises sud africaines - Bulls basée à Pretoria - Cheetahs basée à Bloemfontein - Lions basée à Johannesbourg - Sharks basée à Durban - Stormers basée à Le Cap | Franchises australiennes - Brumbies basée à Canberra - Reds basée à Brisbane - Waratahs basée à Sydney - Western Force basée à Perth | Franchises néo-zélandaise - Blues basée à Auckland - Chiefs basée à Hamilton - Crusaders basée à Christchurch - Highlanders basée à Dunedin - Hurricanes basée à Wellington |

## Résumé des résultats

### Classement de la phase régulière
| Rang | Franchise       | J  | V  | N | D  | Bo | Bd | Pm  | Pe  | Diff | Pts |
| ---- | --------------- | -- | -- | - | -- | -- | -- | --- | --- | ---- | --- |
| 1    | Crusaders       | 13 | 11 | 0 | 2  | 8  | 0  | 369 | 176 | +193 | 52  |
| 2    | Waratahs        | 13 | 9  | 1 | 3  | 3  | 2  | 255 | 186 | +69  | 43  |
| 3    | Sharks          | 13 | 9  | 1 | 3  | 3  | 1  | 271 | 209 | +62  | 42  |
| 4    | Hurricanes      | 13 | 8  | 1 | 4  | 5  | 2  | 310 | 204 | +106 | 41  |
| 5    | Stormers        | 13 | 8  | 1 | 4  | 4  | 3  | 269 | 211 | +58  | 41  |
| 6    | Blues           | 13 | 8  | 0 | 5  | 5  | 3  | 354 | 267 | +87  | 40  |
| 7    | Chiefs          | 13 | 7  | 0 | 6  | 4  | 2  | 348 | 349 | -1   | 34  |
| 8    | Western Force   | 13 | 7  | 0 | 6  | 2  | 3  | 247 | 278 | -31  | 33  |
| 9    | Brumbies        | 13 | 6  | 0 | 7  | 4  | 2  | 277 | 317 | -40  | 30  |
| 10   | Bulls (T)       | 13 | 6  | 0 | 7  | 2  | 2  | 324 | 347 | -23  | 28  |
| 11   | Highlanders     | 13 | 3  | 0 | 10 | 2  | 5  | 257 | 338 | -81  | 19  |
| 12   | Queensland Reds | 13 | 3  | 1 | 9  | 1  | 3  | 258 | 323 | -65  | 18  |
| 13   | Cheetahs        | 13 | 1  | 0 | 12 | 3  | 6  | 255 | 428 | -173 | 13  |
| 14   | Lions           | 13 | 2  | 1 | 10 | 0  | 2  | 206 | 367 | -161 | 12  |

|  | Qualifiés pour la phase finale (no 1, no 2, no 3, no 4). |
|  | T : Tenant du titre 2007                                 |

Attribution des points : victoire : 4, match nul : 2, défaite : 0 ; plus les bonus (offensif : 4 essais marqués ; défensif : défaite par 7 points d'écart maximum).
Règles de classement : 1. différence de points ; 2. résultat du match entre les deux franchises ; 3. le nombre d'essais marqués.

### Phase finale
|  | Demi-finales                                   | Demi-finales                              |               |    | Finale                                    | Finale                                    |
|  | Demi-finales                                   | Demi-finales                              |               |    | Finale                                    | Finale                                    |
|  |                                                |                                           |               |    |                                           |                                           |
|  | 24 mai 2008 à l'AMI Stadium, Christchurch      | 24 mai 2008 à l'AMI Stadium, Christchurch |               |    | 19 mai 2007 à l'AMI Stadium, Christchurch | 19 mai 2007 à l'AMI Stadium, Christchurch |
|  | 24 mai 2008 à l'AMI Stadium, Christchurch      | 24 mai 2008 à l'AMI Stadium, Christchurch |               |    | 19 mai 2007 à l'AMI Stadium, Christchurch | 19 mai 2007 à l'AMI Stadium, Christchurch |
|  | [1] Crusaders                                  | 33                                        |               |    | 19 mai 2007 à l'AMI Stadium, Christchurch | 19 mai 2007 à l'AMI Stadium, Christchurch |
|  | [1] Crusaders                                  | 33                                        |               |    | 19 mai 2007 à l'AMI Stadium, Christchurch | 19 mai 2007 à l'AMI Stadium, Christchurch |
|  | [4] Hurricanes                                 | 22                                        |               |    | 19 mai 2007 à l'AMI Stadium, Christchurch | 19 mai 2007 à l'AMI Stadium, Christchurch |
|  | [4] Hurricanes                                 | 22                                        | [1] Crusaders | 20 |                                           |                                           |
|  | 24 mai 2008 au Sydney Football Stadium, Sydney |                                           | [1] Crusaders | 20 |                                           |                                           |
|  |                                                | [2] Waratahs                              | 12            |    |                                           |                                           |
|  | [2] Waratahs                                   | [2] Waratahs                              | 12            | 28 |                                           |                                           |
|  | [2] Waratahs                                   |                                           |               | 28 |                                           |                                           |
|  | [3] Sharks                                     | 13                                        |               |    |                                           |                                           |
|  | [3] Sharks                                     | 13                                        |               |    |                                           |                                           |

## Faits notables
- À l'occasion du match d'ouverture, Crusaders-Brumbies, Leon MacDonald dispute son 100e match de Super 14 (ou Super 12) avec les Crusaders[4].
- Le match opposant les Crusaders aux Bulls, au Loftus Versfeld Stadium lors de le 2e journée, fut une reprise d'une demi-finale du Super 14 de 2007. Il a tourné nettement à l'avantage des Crusaders qui l'emportent sur le score de 54-19 avec sept essais de Brett, Ellis, McCaw, Poki, Manu, Carter et MacDonald[5].
- La 3e journée est marquée par le match qui oppose les Bulls aux Sharks, deux équipes d'Afrique du Sud, les finalistes de la  saison 2007 de Super 14. Les Sharks ont pris leur revanche en remportant le match par 29 à 15 sur le terrain de leurs adversaires, au Loftus Versfeld Stadium[6]. Pendant ce match, Frédéric Michalak a marqué son premier essai dans le Super 14.
- Le choc de la 4e journée met aux prises deux équipes invaincues : les Sharks reçoivent les Blues. Les Sharks gagnent le match par 22 à 17.
- Lors de la 8e journée, Stirling Mortlock a disputé son 100e match de Super 14 (ou Super 12)[7].
- Lors de la 10e journée, James O'Connor devient le plus jeune joueur à disputer un match dans cette compétition en entrant en jeu en seconde période contre les Reds. Il est alors âgé de 17 ans et 288 jours.
- Les Crusaders subissent leur première défaite lors de la 10e journée, contre les Chiefs par 18 à 5[8]. Les Sharks subissent aussi leur première défaite, il n'y a alors plus d'équipe invaincue dans le Super 14.
- Le match phare de la 12e journée met aux prises les Crusaders aux Sharks, les équipes sont alors classées 1re et 3e places du Super 14. Les Crusaders battent les Sharks par 18 à 10 et assurent leur qualification pour les demi-finales[9].
- Le choc de la 13e journée oppose les Stormers aux Waratahs qui sont alors classés respectivement aux 4e et 3e places et sont donc théoriquement qualifiés pour les demi-finales. Le match se termine sur un match nul 13 - 13.
- Les Crusaders étant déjà qualifiés pour les demi-finales, les trois autres places de demi-finalistes se disputent lors de la 14e et dernière journée. Cinq équipes qui se disputent les trois autres places qualificatives terminent avec seulement trois points d'écart au classement. Finalement, ce sont les Waratahs, Sharks et Hurricanes qui rejoignent les Crusaders en demi-finales. Les Stormers terminent a égalité de points avec les Hurricanes, et avec le même nombre de victoires, mais sont battus à la différence de points marqués et encaissés.
- Alors que les positions en haut du classement sont assez bien partagées entre les équipes des trois nations concernées, les deux dernières places sont prises par des équipes d'Afrique du Sud.

## Résultats détaillés

### Phase régulière

#### Tableau synthétique des résultats
L'équipe qui reçoit est indiquée dans la colonne de gauche.
| Clubs           | BLU   | BRU   | BUL   | CHE   | CHI   | CRU   | HIG   | HUR   | LIO   | QUE   | SHA   | STO   | WAR   | WES   |
| --------------- | ----- | ----- | ----- | ----- | ----- | ----- | ----- | ----- | ----- | ----- | ----- | ----- | ----- | ----- |
| Blues           |       | 11-16 | 23-21 |       | 32-14 |       |       | 19-17 |       |       |       | 17-14 |       | 17-27 |
| Brumbies        |       |       |       | 29-23 | 24-42 |       | 22-20 | 15-33 | 28-21 | 43-11 | 27-21 |       |       |       |
| Bulls           |       | 28-17 |       |       |       | 19-54 | 47-17 | 22-50 | 31-17 |       | 15-29 |       | 16-13 |       |
| Cheetahs        | 26-50 |       | 20-60 |       |       |       | 28-31 | 10-36 | 22-23 | 29-14 |       |       |       | 15-16 |
| Chiefs          |       |       | 43-27 | 22-20 |       | 18-5  | 39-24 |       |       | 32-20 |       |       | 20-17 |       |
| Crusaders       | 26-22 | 34-3  |       | 55-7  |       |       | 14-26 | 31-6  |       |       | 18-10 |       | 34-7  |       |
| Highlanders     | 15-40 |       |       |       |       |       |       | 6-10  | 29-20 |       | 17-19 |       | 12-15 | 28-36 |
| Hurricanes      |       |       |       |       | 39-19 | 13-20 |       |       | 38-12 | 23-18 | 13-13 |       |       | 21-10 |
| Lions           | 10-55 |       |       |       | 33-27 |       |       |       |       | 24-24 | 8-16  | 13-22 |       | 16-18 |
| Queensland Reds | 22-35 | 40-8  |       |       |       | 21-27 | 22-16 |       |       |       |       | 16-34 | 11-18 | 29-12 |
| Sharks          | 22-17 |       |       | 33-14 | 47-25 |       |       |       |       | 22-10 |       | 12-10 |       | 17-10 |
| Stormers        |       | 20-10 | 9-16  | 34-22 |       | 0-22  | 26-16 | 20-12 |       |       |       |       | 13-13 |       |
| Waratahs        | 37-16 | 24-17 |       | 23-19 |       |       |       | 20-3  | 26-3  |       | 25-10 |       |       |       |
| Western Force   |       | 29-22 | 15-14 |       | 22-21 | 24-29 |       |       |       |       |       | 16-32 | 12-17 |       |

|  | Victoire à domicile |  | Match nul |  | Défaite à domicile |

#### Détail des rencontres
Les points marqués par chaque équipe sont inscrits dans les colonnes centrales (3-4) alors que les essais marqués sont donnés dans les colonnes latérales (1-6). Les points de bonus sont symbolisés par une bordure bleue pour les bonus offensifs (au moins quatre essais marqués), orange pour les bonus défensifs (défaite avec au plus sept points d'écart), rouge si les deux bonus sont cumulés.

### Phase finale

#### Demi-finales

##### Résultats
| 24 mai 2008 19 h 35 UTC+12 | Crusaders | 33 – 22 (13 – 8) | Hurricanes | AMI Stadium, Christchurch 18 000 spectateurs Arbitre : Stuart Dickinson |
| 24 mai 2008 19 h 35 UTC+12 | Essai(s) : MacDonald (38e, 52e), Read (64e) Transformation(s) : Carter 3 (40e, 53e, 65e) Pénalité(s) : Carter 4 (6e, 16e, 55e, 72e) |                  | Essai(s) : Guildford (3e), Thrush (77e), Tialata (80e) Transformation(s) : Weepu (78e), Collins (80e) Pénalité(s) : Weepu (34e) | AMI Stadium, Christchurch 18 000 spectateurs Arbitre : Stuart Dickinson |
| 24 mai 2008 19 h 35 UTC+12 | |                  | | AMI Stadium, Christchurch 18 000 spectateurs Arbitre : Stuart Dickinson |

| 24 mai 2008 20 h 00 UTC+11 | Waratahs | 28 – 13 (15 – 6) | Sharks | Sydney Football Stadium, Sydney 37 378 spectateurs Arbitre : Bryce Lawrence |
| 24 mai 2008 20 h 00 UTC+11 | Essai(s) : Tuqiri (26e), Horne (30e), Beale (42e), Burgess (45e) Transformation(s) : Beale (27e) Pénalité(s) : Beale (17e) Drop(s) : Beale (78e) |                  | Essai(s) : Burden (70e) Transformation(s) : Kockott (71e) Pénalité(s) : Steyn (37e) Drop(s) : Pienaar (1re) | Sydney Football Stadium, Sydney 37 378 spectateurs Arbitre : Bryce Lawrence |
| 24 mai 2008 20 h 00 UTC+11 | |                  | | Sydney Football Stadium, Sydney 37 378 spectateurs Arbitre : Bryce Lawrence |

##### Composition des équipes
- Crusaders
  - Titulaires : 15 Leon MacDonald, 14 Kade Poki, 13 Casey Laulala, 12 Tim Bateman, 11 Scott Hamilton, 10 Dan Carter, 9 Andy Ellis, 8 Mose Tuiali'i, 7 Richie McCaw (cap.), 6 Kieran Read, 5 Ali Williams, 4 Brad Thorn, 3 Greg Somerville, 2 Corey Flynn, 1 Wyatt Crockett.
  - Remplaçants : 16 Ti'i Paulo, 17 Ben Franks, 18 Reuben Thorne, 19 Nasi Manu, 20 Kahn Fotuali'i, 21 Stephen Brett, 22 Sean Maitland.
- Hurricanes
  - Titulaires : 15 Cory Jane, 14 Hosea Gear, 13 Conrad Smith, 12 Ma'a Nonu, 11 Zac Guildford, 10 Willie Ripia, 9 Piri Weepu, 8 Rodney So'oialo/Chris Masoe, 7 Scott Waldrom, 6 Jerry Collins, 5 Jason Eaton, 4 Jeremy Thrush, 3 Tim Fairbrother, 2 Andrew Hore, 1 John Schwalger.
  - Remplaçants : 16 Hikawera Elliot, 17 Neemia Tialata, 18 Craig Clarke, 19 Thomas Waldrom, 20 Alby Mathewson, 21 Jimmy Gopperth, 22 Tamati Ellison.
- Waratahs
  - Titulaires : 15 Sam Norton-Knight, 14 Lachie Turner, 13 Rob Horne, 12 Tom Carter, 11 Lote Tuqiri, 10 Kurtley Beale, 9 Luke Burgess, 8 Wycliff Palu, 7 Phil Waugh (cap.), 6 Rocky Elsom, 5 Daniel Vickerman, 4 Dean Mumm, 3 Al Baxter, 2 Adam Freier, 1 Benn Robinson.
  - Remplaçants : 16 Al Manning, 17 Matt Dunning, 18 Will Caldwell, 19 David Lyons, 20 Brett Sheehan, 21 Matthew Carraro, 22 Timana Tahu.
- Sharks
  - Titulaires : 15 Stefan Terblanche, 14 Odwa Ndungane, 13 Adrian Jacobs, 12 François Steyn, 11 JP Pietersen, 10 Ruan Pienaar, 9 Rory Kockott, 8 Ryan Kankowski, 7 AJ Venter, 6 Jacques Botes, 5 Johann Muller (cap.), 4 Steven Sykes, 3 Jannie du Plessis, 2 Bismarck du Plessis, 1 Tendai Mtawarira.
  - Remplaçants : 16 Craig Burden, 17 Deon Carstens, 18 Albert van den Berg, 19 Jean Deysel, 20 Epi Taione, 21 Brad Barritt, 22 Waylon Murray.

#### Finale
(mt : 11 - 12)
Points marqués
- Crusaders : 1 essai de Tuiali'i (38e), 4 pénalités de Carter (4e, 32e, 46e, 75e) et 1 drop de Carter (70e)
- Waratahs : 2 essais de Turner (8e, 25e), 1 transformation de Beale (26e)

Évolution du score : 3-0, 3-5, 3-12, 6-12, 11-12, 14-12, 17-12, 20-12
Arbitre :  Mark Lawrence
Résumé
| Crusaders Titulaires Leon MacDonald 15 Kade Poki 14 Casey Laulala 13 Tim Bateman 12 Scott Hamilton 11 Dan Carter 10 Andy Ellis 9 Mose Tuiali'i 8 (cap.) Richie McCaw 7 Kieran Read 6 Ali Williams 5 Brad Thorn 4 Greg Somerville 3 Ti'i Paulo 2 Wyatt Crockett 1 Remplaçants Steve Fualau 16 Ben Franks 17 Reuben Thorne 18 Nasi Manu 19 Kahn Fotuali'i 20 Stephen Brett 21 Sean Maitland 22 |  |  |  | Waratahs Titulaires 15 Sam Norton-Knight 14 Lachie Turner 13 Rob Horne 12 Tom Carter 11 Lote Tuqiri 10 Kurtley Beale 9 Luke Burgess 8 Wycliff Palu 7 Phil Waugh (cap.) 6 Rocky Elsom 5 Daniel Vickerman 4 Dean Mumm 3 Al Baxter 2 Tatafu Polota-Nau 1 Benn Robinson Remplaçants 16 Adam Freier 17 Matt Dunning 18 Will Caldwell 19 Beau Robinson 20 Brett Sheehan 21 Matthew Carraro 22 Timana Tahu |

## Statistiques

### Meilleurs réalisateurs
| Rang | Joueur              | Franchise       | Points | Essais | Transf. | Pén. | Drops |
| ---- | ------------------- | --------------- | ------ | ------ | ------- | ---- | ----- |
| 1    | Dan Carter          | Crusaders       | 154    | 5      | 27      | 24   | 1     |
| 2    | Stephen Donald      | Chiefs          | 153    | 6      | 30      | 21   | 0     |
| 3    | Nick Evans          | Blues           | 150    | 4      | 29      | 23   | 1     |
| 4    | Peter Grant         | Stormers        | 117    | 2      | 22      | 21   | 0     |
| 5    | Kurtley Beale       | Waratahs        | 102    | 1      | 23      | 15   | 2     |
| 6    | Matt Giteau         | Western Force   | 94     | 3      | 17      | 15   | 0     |
| 7    | Clinton Schifcofske | Queensland Reds | 93     | 2      | 19      | 15   | 0     |
| 8    | Morné Steyn         | Bulls           | 82     | 1      | 16      | 12   | 3     |
| 9    | Derick Hougaard     | Bulls           | 77     | 0      | 10      | 16   | 3     |
| 10   | Jimmy Gopperth      | Hurricanes      | 70     | 1      | 19      | 9    | 0     |

### Meilleurs marqueurs d'essais
| Rang | Joueur           | Franchise   | Essais |
| ---- | ---------------- | ----------- | ------ |
| 1    | Lelia Masaga     | Chiefs      | 8      |
| 2    | Ma'a Nonu        | Bulls       | 7      |
| -    | Jongi Nokwe      | Cheetahs    | 7      |
| -    | Akona Ndungane   | Hurricanes  | 7      |
| 5    | Stephen Donald   | Chiefs      | 6      |
| -    | Fetu'u Vainikolo | Highlanders | 6      |
| -    | Jacques Botes    | Sharks      | 6      |
| -    | Odwa Ndungane    | Sharks      | 6      |
| -    | Wycliff Palu     | Waratahs    | 6      |
| -    | Lachie Turner    | Waratahs    | 6      |